# Kalejdoskop (film)
Kalejdoskop – polski film obyczajowy z 1986 roku, w reżyserii Teresy Kotlarczyk.

## Opis fabuły
Dziewczynka Joasia czuje się samotna, opuszczona i niechciana. Matka nie ma czasu opiekować się córką, nie znajduje także zrozumienia u rówieśników. Oschły, samotny z własnej woli, dziadek nieświadomie dla niej samej staje się kimś bardzo jej bliskim. Dziewczynka nie zdąży jednak w pełni tego zrozumieć - dziadek umiera. Joasia znów jest sama.

## Obsada aktorska[a]
- Lidia Bienias – babcia Joasi
- Agnieszka Jarmuła – Joasia
- Grażyna Laszczyk – matka Joasi
- Jerzy Nowak – dziadek Joasi
- Urszula Kiebzak-Dębogórska